# Робін де Крюйф
Робін де Крюйф (5 травня 1991) — нідерландська волейболістка, центральний блокуючий. Переможниця Ліги європейських чемпіонів і клубного чемпіонату світу. Триразова віцечемпіонка Європи. У складі національної збірної зіграла 333 матчів.

## Клуби
| Роки      | Команди                            |
| --------- | ---------------------------------- |
| 2006—2007 | «Таурус» (Гаутен)                  |
| 2007—2008 | «Поллукс» (Олдензал)               |
| 2008—2009 | «Мартінус» (Амстелвен)             |
| 2009—2011 | ТВК (Амстелвен)                    |
| 2011—2013 | «Дрезднер СК» (Дрезден)            |
| 2013—2014 | «Нордмекканіка Ребеккі» (П'яченца) |
| 2014—2016 | «Вакіфбанк» (Стамбул)              |
| 2016—2024 | «Імоко Воллей» (Конельяно)         |

## Досягнення
- Чемпіонат Європи

Друге місце (3): 2009, 2015, 2017
- Ліга чемпіонів ЄКВ

Перше місце (2): 2021, 2024
Друге місце (3): 2016, 2017, 2019
- Клубний чемпіонат світу

Перше місце (2): 2019, 2022
Друге місце (1): 2021
- Чемпіонат Нідерландів

Перше місце (2): 2009, 2010
- Кубок Нідерландів

Перше місце (1): 2009
- Чемпіонат Німеччини

Друге місце (2): 2012, 2013
- Чемпіонат Італії

Перше місце (7): 2014, 2018, 2019, 2021, 2022, 2023, 2024
- Кубок Італії

Перше місце (7): 2014, 2017, 2020, 2021, 2022, 2023, 2024
Друге місце (2): 2018, 2019
- Суперкубок Італії

Перше місце (7): 2013, 2016, 2018, 2019, 2020, 2021, 2022, 2023
Друге місце (1): 2017
- Чемпіонат Туреччини

Перше місце (1): 2016
Друге місце (1): 2015
- Кубок Туреччини

Друге місце (1): 2015
- Суперкубок Туреччини

Перше місце (1): 2014

## Статистика
Статистика виступів у збірній на Олімпіаді і чемпіонатах світу:
| Рік    | Турнір           | Ігри | Сети | Очки | Ср.  | Місце | Примітки |
| ------ | ---------------- | ---- | ---- | ---- | ---- | ----- | -------- |
| 2009   | Чемпіонат Європи |      |      |      |      |       |          |
| 2010   | Чемпіонат світу  | 4    | 6    | 1    | 0,17 | 11    |          |
| 2011   | Чемпіонат Європи |      |      |      |      |       |          |
| 2013   | Чемпіонат Європи | 4    | 18   | 41   | 2,28 |       |          |
| 2014   | Чемпіонат світу  | 7    | 24   | 55   | 2,29 | 13-14 |          |
| 2015   | Чемпіонат Європи | 6    | 19   | 45   | 2,37 |       |          |
| 2016   | Олімпійські ігри | 8    | 33   | 91   | 2,76 | 4     |          |
| 2017   | Чемпіонат Європи | 3    | 12   | 32   | 2,67 |       |          |
| 2019   | Чемпіонат Європи | 5    | 15   | 57   | 3,8  |       |          |
| Всього | Всього           | 37   | 127  | 322  | 2,54 |       |          |

Статистика виступів в єврокубках і клубних чемпіонатах світу:
| Сезон   | Клуб                  | Турнір          | Ігри | Сети | Очки | Ср.  | Примітки |
| ------- | --------------------- | --------------- | ---- | ---- | ---- | ---- | -------- |
| 2008/09 | ТВК (Амстелвен)       | Ліга чемпіонів  |      |      |      | ,    |          |
| 2011/12 | «Дрезднер СК»         | Ліга чемпіонів  | 8    | 26   | 72   | 2,77 |          |
| 2012/13 | «Дрезднер СК»         | Ліга чемпіонів  | 6    | 24   | 63   | 2,62 |          |
| 2013/14 | «П'яченца»            | Ліга чемпіонів  | 8    | 30   | 89   | 2,97 |          |
| 2014/15 | «Вакіфбанк» (Стамбул) | Ліга чемпіонів  | 12   | 39   | 100  | 2,56 |          |
| 2015/16 | «Вакіфбанк» (Стамбул) | Ліга чемпіонів  | 12   | 44   | 113  | 2,57 |          |
| 2016/17 | «Імоко» (Конельяно)   | Ліга чемпіонів  | 6    | 26   | 99   | 3,81 |          |
| 2017/18 | «Імоко» (Конельяно)   | Ліга чемпіонів  | 11   | 31   | 99   | 3,19 |          |
| 2018/19 | «Імоко» (Конельяно)   | Ліга чемпіонів  | 11   | 42   | 109  | 2,6  |          |
| 2019/20 | «Імоко» (Конельяно)   | Ліга чемпіонів  | 5    | 16   | 51   | 3,19 |          |
| 2020/21 | «Імоко» (Конельяно)   | Ліга чемпіонів  | 9    | 30   | 76   | 2,53 |          |
| 2021/22 | «Імоко» (Конельяно)   | Ліга чемпіонів  | 5    | 17   | 30   | 1,76 |          |
| 2022/23 | «Імоко» (Конельяно)   | Ліга чемпіонів  | 7    | 23   | 66   | 2,87 |          |
| 2023/24 | «Імоко» (Конельяно)   | Ліга чемпіонів  | 11   | 43   | 84   | 1,95 |          |
| Всього  | Всього                | Всього          |      |      |      | ,    |          |
| 2019    | «Імоко» (Конельяно)   | Чемпіонат світу | 5    | 18   | 44   | ,    |          |
| 2021    | «Імоко» (Конельяно)   | Чемпіонат світу | 4    | 15   | 32   | ,    |          |
| 2022    | «Імоко» (Конельяно)   | Чемпіонат світу | 4    | 14   | 27   | ,    |          |
| Всього  | Всього                | Всього          | 13   | 47   | 113  | ,    |          |